# Ricard I de Normandia
Ricard I de Normandia (933 - 20 de novembre de 996), dit Ricard sense Por (en francès: Sans Peur), va ser duc de Normandia des de l'assassinat del seu pare Guillem Espasa-llarga el 942 fins a la seva mort el 996.

## Família
Ricard era fill de Guillem I de Normandia i la seva esposa Sprota.
|  |                        |  |  |  |  |  |  |  |  |  |  |  |  |  |  |  |
|  | Rol·ló                 |  |  |  |  |  |  |  |  |  |  |  |  |  |  |  |
|  |                        |  |  |  |  |  |  |  |  |  |  |  |  |  |  |  |
|  |                        |  |  |  |  |  |  |  |  |  |  |  |  |  |  |  |
|  | Guillem I de Normandia |  |  |  |  |  |  |  |  |  |  |  |  |  |  |  |
|  |                        |  |  |  |  |  |  |  |  |  |  |  |  |  |  |  |
|  |                        |  |  |  |  |  |  |  |  |  |  |  |  |  |  |  |
|  | Poppa de Bayeux        |  |  |  |  |  |  |  |  |  |  |  |  |  |  |  |
|  |                        |  |  |  |  |  |  |  |  |  |  |  |  |  |  |  |
|  |                        |  |  |  |  |  |  |  |  |  |  |  |  |  |  |  |
|  | Ricard I de Normandia  |  |  |  |  |  |  |  |  |  |  |  |  |  |  |  |
|  |                        |  |  |  |  |  |  |  |  |  |  |  |  |  |  |  |
|  |                        |  |  |  |  |  |  |  |  |  |  |  |  |  |  |  |
|  | Sprota                 |  |  |  |  |  |  |  |  |  |  |  |  |  |  |  |
|  |                        |  |  |  |  |  |  |  |  |  |  |  |  |  |  |  |
|  |                        |  |  |  |  |  |  |  |  |  |  |  |  |  |  |  |

Ricard es va casar el 960 amb Emma, la filla d'Hug de París, amb qui estava promès d'ençà que tots dos eren molt joves. Emma va morir sense descendència el 968.
Segons el cronista Robert de Torigni, poc després de la mort d'Emma el duc Ricard es va aturar a descansar a la casa d'un guardabosc durant una cacera, i s'enamorà de l'esposa d'aquest. Però com que l'esposa era virtuosa, no va voler cedir als avanços de Ricard i va suggerir-li que ho intentés amb la seva germana soltera, Gunnora. Gunnora esdevingué la concubina del duc, i posteriorment es van casar per tal que els fills de la parella fossin legitimats. Entre els fills de la parella hi hagué:
- Ricard el Bo (?-1026), que el succeiria al capdavant del Ducat.
- Robert (965-1037), esdevindria arquebisbe de Rouen i comte d'Evreux.
- Mauger, esdevindria comte de Corbeil.
- Emma (v. 985–1052), seria la muller de dos reis d'Anglaterra.
- Matilde, es casaria amb el comte Eudes II de Blois.

## Regnat
El 942 el seu pare va morir assassinat a mans dels homes del seu rival Arnulf de Flandes. Ricard encara era un nen i no va poder evitar que Lluís IV de França s'apoderés de la Normandia i el retingués a Laon. Del seu empresonament en va ser alliberat per nobles normands, entre els quals hi havia Osmond de Centville (que havia estat company d'armes del seu avi Rol·ló). El 968 es va aliar amb l'enemic declarat del rei Lluís IV, el comte Hug de París, i amb l'ajuda dels normands i els vikings del rei Harold de Dinamarca van expulsar a Lluís de la Normandia.
Més tard es va enfrontar amb el rei Etelred d'Anglaterra, que es queixava que Normandia comprava gran part dels botins que els vikings estaven saquejant dels anglesos.
Ricard era bilingüe, però afavoria més els interessos dels seus vassalls d'origen escandinau que els francs. Tanmateix, durant el seu regne Normandia va completar el procés de gal·licització i cristianització, i es va reforçar l'estructura feudal. També va reorganitzar l'exèrcit normand, basant-lo en la cavalleria pesant. A la mort del comte Hug de París el 956 es va convertir en el guardià del seu fill Hug Capet, que esdevindria rei de França amb el seu ajut.
Va morir als 63 anys a Fécamp l'any de 996, i va ser succeït pel seu fill Ricard.